# Ángel Custodio
El Ángel Custodio es una escultura monumental de Enrique Carbajal "Sebastián", que se encuentra en Puebla de Zaragoza. Fue inaugurada el 7 de noviembre de 2003, durante la administración municipal de Luis Eduardo Paredes Moctezuma. La escultura mide 17 metros de alto y está realizada en fierro, con un color amarillo que procede del esmalte acrílico con bronce.

## Historia
La escultura fue realizada e inaugurada el 7 de noviembre de 2003. La obra tuvo un costo de 3 millones de pesos.
En el 2017, cuando se proyectaba la realización de la línea 3 de la Red Urbana de Transporte Articulado, se planeó reubicar el monumento, junto con otros que se encontraban en el área, lo cual más adelante fue descartado.

## Significado
La pieza, aunque de un carácter abstracto, representa a un ángel que abraza a la ciudad de Puebla. El nombre le fue otorgado porque es un homenaje al patrono del Templo del barrio de Analco, «Santo Ángel Custodio» o «Ángel de la guarda», que es el barrio donde está el monumento. También simboliza un conjunto de escalones con 26 estrellas de mármol negras al final. Bajo la escultura también se colocó una cápsula del tiempo en forma de cofre que contiene cartas de poblanos escritas en el 2003, para ser abiertas y leídas en el 2031, cuando la ciudad cumpla 500 años. Las cartas son los anhelos y deseos de esas personas para el futuro.
Por otro lado, la administración municipal pretendía "conseguir un icono que presente la ciudad con un espíritu contemporáneo."

Según el mismo artista, la escultura simboliza:

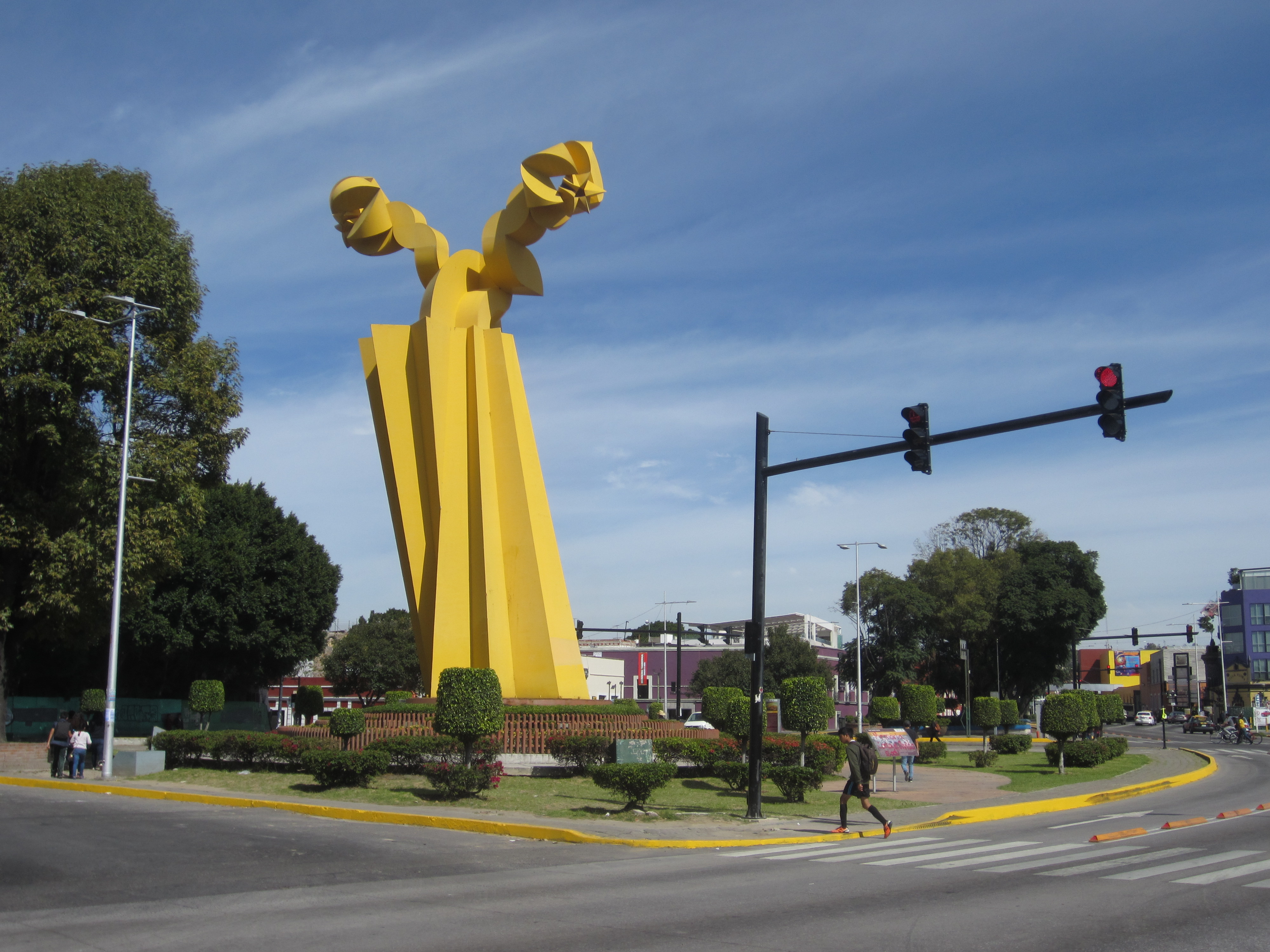
Vista del Ángel Custodio y el Boulevard 5 de mayo.

Sobre una alfombra cósmica donde se produce una colisión de dos estrellas, surge la figura de un Ángel en una explosión de geometría forma y color. Descubre en sus formas engranes del Progreso de Puebla y en sus alas las flores que anteceden los frutos que serán la cosecha del mañana.

## Críticas
La obra escultórica fue ampliamente criticada por especialistas y la ciudadanía de Puebla debido a su aspecto. Algunas personas comenzaron a llamarle "monumento a las trompas de Falopio", y otras consideraban que no era adecuada porque no representaba el "verdadero espíritu de la ciudad".
Artistas y especialistas señalaron que se sentían desplazados por no ser considerados para realizar una escultura de esta magnitud, ya que no hubo una convocatoria previa. Otros criticaron la obra desde el punto de vista religioso, y que el gobierno municipal quería imponer una iconografía religiosa. Aunque la pieza puede interpretarse como una 'victoria alada', para algunos tiene otras apariencias, como las pinzas de un crustáceo o, incluso, una serpiente bicéfala, como lo señaló Roberto Martínez Garcilaso.
Incluso, en una encuesta realizada por un sitio web sobre las esculturas más feas de México, el Ángel Custodio fue la que más votos obtuvo. Aunque a nivel técnico o plástico la pieza tiene relevancia, fue juzgada como inapropiada para el contexto donde fue elegida, un barrio tradicional de la ciudad de Puebla. Hasta el año de inauguración de la obra, Puebla no tenía esculturas en espacios públicos de esas dimensiones que además utilizaran formas y materiales poco convencionales; aunque el amarillo es un color bastante utilizado en la zona, fue parte de los elementos que fueron considerados como llamativos o fuera de lugar.